# Bedengung
Bedengung is een bestuurslaag in het regentschap Bangka Selatan van de provincie Bangka-Belitung, Indonesië. Bedengung telt 2139 inwoners (volkstelling 2010).